# 라오스의 국기
라오스의 국기는 파테트라오의 기를 바탕으로 1975년 12월 2일에 제정되었다. 빨간색, 파란색, 빨간색 가로 줄무늬 바탕 가운데에는 하얀색 동그라미가 그려져 있다.
빨간색은 혁명 투쟁에서 흘린 피를, 파란색은 나라의 풍요로움과 번영을 의미하며, 하얀색 동그라미는 메콩강 위에 떠오른 커다란 보름달, 공산주의를 통한 라오스 국민의 단결과 라오스의 빛나는 미래에 대한 약속을 의미한다.

## 색상
| 색상 | 빨강                | 파랑               | 하양                  |
| ---- | ------------------- | ------------------ | --------------------- |
| RGB  | 206–17–38 (#CE1126) | 0–40–104 (#002868) | 255–255–255 (#FFFFFF) |

## 과거 국기

루앙프라방 왕국의 국기 (1707년-1946년)
참빠삭 왕국의 국기 (1713년-1946년)
프랑스령 라오스 식민지 시절 국기
라오스 왕국의 국기 (1949년-1975년)
라오스 왕국의 왕실기 (1949년-1975년)
비엔티안 왕국의 국기 (1707년-1828년)